# اس‌ام‌اس دانتزیگ
اس‌ام‌اس دانتزیگ (به انگلیسی: SMS Danzig) یک کشتی بود که طول آن ۱۱۱٫۱ متر (۳۶۵ فوت) بود. این کشتی در سال ۱۹۰۵ ساخته شد.